# Emma Dahlström
Sofia Emma Olivia Dahlström (ur. 19 lipca 1992 w Torsby) – szwedzka narciarka dowolna, specjalizująca się w slopestyle’u i big air, wicemistrzyni świata.

## Kariera
W Pucharze Świata zadebiutowała 8 lutego 2013 roku w Silvaplanie, zajmując czwartą pozycję. Tym samym już w swoim debiucie zdobyła pierwsze pucharowe punkty. Na podium zawodów tego cyklu po raz pierwszy znalazła się 10 stycznia 2014 roku w Breckenridge, kończąc rywalizację w slopestyle’u na drugiej pozycji. Uplasowała się tam między dwoma reprezentantkami USA: Keri Herman i Devin Logan. Najlepsze wyniki osiągnęła w sezonie 2016/2017, kiedy to zajęła czwarte miejsce w klasyfikacji generalnej, a w klasyfikacji big air wywalczyła Małą Kryształową Kulę. Ponadto w sezonie 2014/2015 wywalczyła Małą Kryształową Kulę w klasyfikacji slopestyle’u, a w sezonach 2013/2014 i 2015/2016 była druga.
W 2011 roku wystartowała na mistrzostwach świata w Deer Valley, gdzie zajęła 13. miejsce w slopestyle’u. Na rozgrywanych trzy lata później igrzyskach olimpijskich w Soczi była piąta w tej samej konkurencji. W 2017 roku wystartowała na mistrzostwach świata w Sierra Nevada zdobywając w slopestyle’u srebrny medal. W zawodach tych rozdzieliła Francuzkę Tess Ledeux i Isabel Atkin z Wielkiej Brytanii.

## Osiągnięcia

### Igrzyska olimpijskie
| Miejsce | Dzień     | Rok  | Miejscowość | Konkurencja | Zwyciężczyni  |
| ------- | --------- | ---- | ----------- | ----------- | ------------- |
| 5.      | 11 lutego | 2014 | Soczi       | Slopestyle  | Dara Howell   |
| 11.     | 17 lutego | 2018 | Pjongczang  | Slopestyle  | Sarah Höfflin |

### Mistrzostwa świata
| Miejsce | Dzień    | Rok  | Miejscowość   | Konkurencja | Zwyciężczyni |
| ------- | -------- | ---- | ------------- | ----------- | ------------ |
| 13.     | 3 lutego | 2011 | Park City     | Slopestyle  | Anna Segal   |
| 2.      | 19 marca | 2017 | Sierra Nevada | Slopestyle  | Tess Ledeux  |

### Puchar Świata

#### Miejsca w klasyfikacji generalnej
- sezon 2012/2013: 112.
- sezon 2013/2014: 15.
- sezon 2014/2015: 20.
- sezon 2015/2016: 7.
- sezon 2016/2017: 4.
- sezon 2017/2018: 110.

#### Miejsca na podium w zawodach
1. Breckenridge – 10 stycznia 2014 (slopestyle) – 2. miejsce
2. Silvaplana – 22 marca 2014 (slopestyle) – 2. miejsce
3. Park City – 27 lutego 2015 (slopestyle) – 1. miejsce
4. Silvaplana – 14 marca 2015 (slopestyle) – 2. miejsce
5. Mammoth Mountain – 24 stycznia 2016 (slopestyle) – 3. miejsce
6. Boston – 12 lutego 2016 (big air) – 2. miejsce
7. Pjongczang – 20 lutego 2016 (slopestyle) – 3. miejsce
8. Silvaplana – 4 marca 2016 (slopestyle) – 1. miejsce
9. El Colorado – 3 września 2016 (big air) – 1. miejsce
10. Mediolan – 11 listopada 2016 (big air) – 3. miejsce
11. Mönchengladbach – 2 grudnia 2016 (big air) – 2. miejsce
12. Silvaplana – 3 marca 2017 (slopestyle) – 2. miejsce
13. Voss – 24 marca 2017 (big air) – 1. miejsce
14. Voss – 25 marca 2017 (big air) – 1. miejsce